# Норфолк (Массачусетс)
Норфолк (англ. Norfolk) — місто (англ. town) в США, в окрузі Норфолк штату Массачусетс. Населення — 11 662 особи (2020).

## Демографія
Згідно з переписом 2010 року, у місті мешкало 11 227 осіб у 3049 домогосподарствах у складі 2555 родин. Було 3121 помешкання
Расовий склад населення:
| - 89,3 % — білих - 6,4 % — чорних або афроамериканців - 1,5 % — азіатів - 0,3 % — корінних американців - 1,6 % — осіб інших рас |

До двох чи більше рас належало 0,8 %. Частка іспаномовних становила 7,1 % від усіх жителів.
За віковим діапазоном населення розподілялося таким чином: 23,0 % — особи молодші 18 років, 68,3 % — особи у віці 18—64 років, 8,7 % — особи у віці 65 років та старші. Медіана віку мешканця становила 42,0 року. На 100 осіб жіночої статі у місті припадало 151,2 чоловіків;  на 100 жінок у віці від 18 років та старших — 165,1 чоловіків також старших 18 років.
Середній дохід на одне домашнє господарство  становив 159 798 доларів США (медіана — 139 137), а середній дохід на одну сім'ю — 175 574 долари (медіана — 153 729). Медіана доходів становила 92 125 доларів для чоловіків та 69 491 долар для жінок. За межею бідності перебувало 2,8 % осіб, у тому числі 2,3 % дітей у віці до 18 років та 1,5 % осіб у віці 65 років та старших.
Цивільне працевлаштоване населення становило 4869 осіб. Основні галузі зайнятості: освіта, охорона здоров'я та соціальна допомога — 23,4 %, науковці, спеціалісти, менеджери — 13,5 %, фінанси, страхування та нерухомість — 13,4 %.